# 500 Miglia di Indianapolis 1925

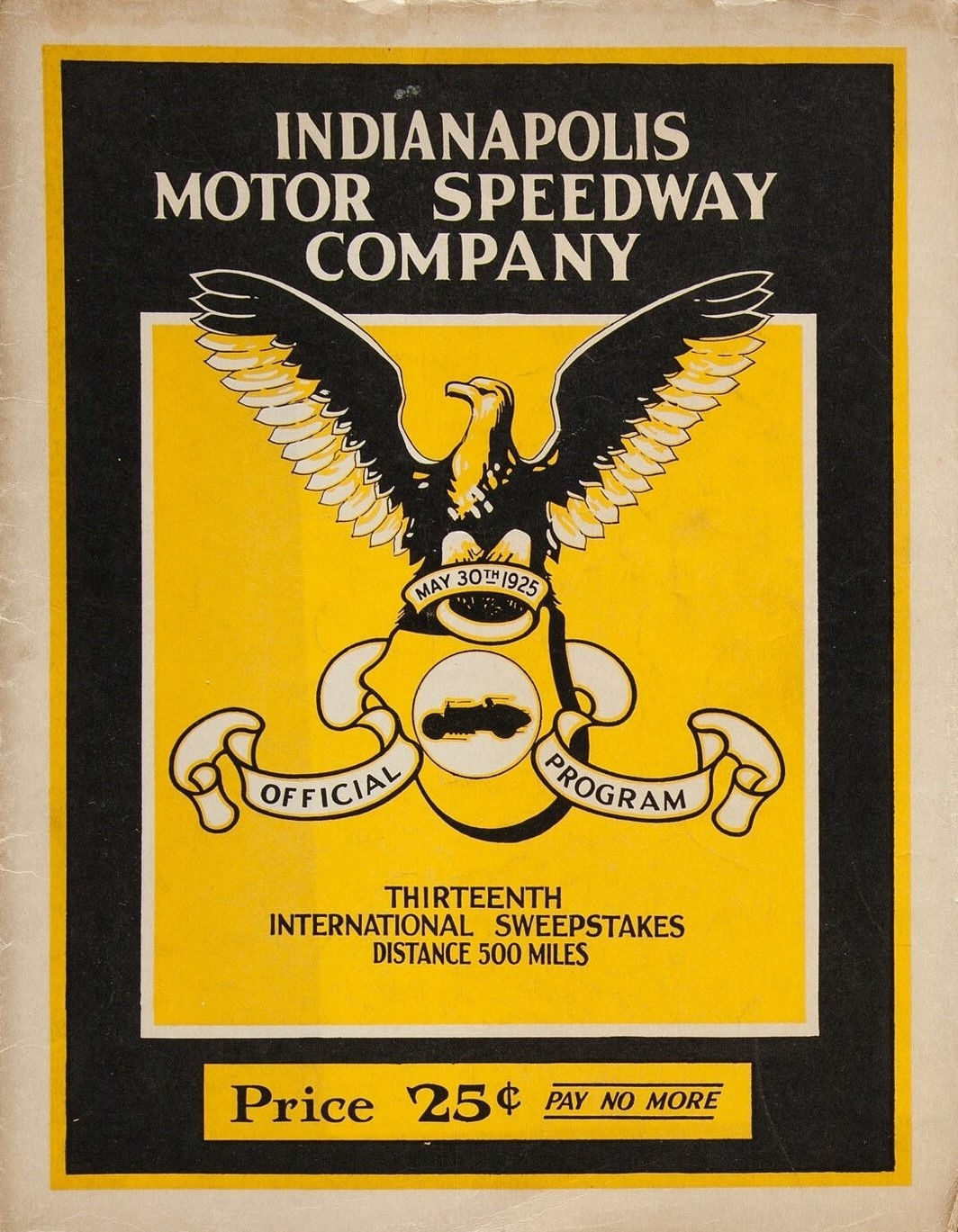
Copertina del programma della 500 Miglia di Indianapolis 1925.

La 500 Miglia di Indianapolis 1925 è stata la 13ª edizione della corsa, che si è disputata sabato 30 maggio 1925 sull'ovale dell'Indianapolis Motor Speedway. È stata valida anche come quarta tappa del Campionato AAA 1925 e come tappa inaugurale del Campionato costruttori 1925, il primo campionato mondiale del motorsport nella storia. La corsa è stata vinta da Peter DePaolo su Duesenberg.

## Qualifiche
Le qualifiche si svolsero su serie di quattro giri (10 miglia complessive). Leon Duray conquistò la pole position stabilendo un nuovo record su quattro giri con una media di 113,196 mph. Peter DePaolo, qualificatosi in seconda posizione, fece registrare il record sul giro singolo con una velocità di 114,285 mph.
| Pos | N° | Pilota           | Velocità media |
| --- | -- | ---------------- | -------------- |
| 1   | 28 | Leon Duray       | 113.196        |
| 2   | 12 | Peter DePaolo    | 113.083        |
| 3   | 6  | Harry Hartz      | 112.433        |
| 4   | 2  | Earl Cooper      | 110.487        |
| 5   | 1  | Dave Lewis       | 109.061        |
| 6   | 8  | Ralph DePalma W  | 108.607        |
| 7   | 17 | Ralph Hepburn R  | 108.489        |
| 8   | 10 | Jules Ellingboe  | 107.832        |
| 9   | 22 | Pietro Bordino R | 107.661        |
| 10  | 38 | Pete Kreis R     | 106.338        |
| 11  | 27 | Frank Elliott    | 104.910        |
| 12  | 19 | Ira Vail         | 104.785        |
| 13  | 4  | Tommy Milton W   | 104.366        |
| 14  | 5  | Fred Comer       | 104.296        |
| 15  | 3  | Bennett Hill     | 104.167        |
| 16  | 9  | Phil Shafer R    | 103.523        |
| 17  | 15 | W. E. Shattuc R  | 102.070        |
| 18  | 14 | Bob McDonogh     | 101.931        |
| 19  | 24 | Earl Devore R    | 97.799         |
| 20  | 23 | Wade Morton      | 95.821         |
| 21  | 29 | Herbert Jones R  | 89.401         |
| 22  | 7  | Melville Jones R | 88.478         |

 W  Vincitore di un'edizione passata della 500 Miglia di Indianapolis (Winner)
 R  Debuttante alla 500 Miglia di Indianapolis (Rookie)

### Griglia di partenza
| Fila | Interno | Interno         | Centro | Centro           | Esterno | Esterno              |
| ---- | ------- | --------------- | ------ | ---------------- | ------- | -------------------- |
| 1    | 28      | Leon Duray      | 12     | Pete DePaolo     | 6       | Harry Hartz          |
| 2    | 2       | Earl Cooper     | 1      | Dave Lewis       | 17      | Ralph Hepburn R      |
| 3    | 10      | Jules Ellingboe | 22     | Pietro Bordino R | 38      | Pete Kreis R         |
| 4    | 27      | Frank Elliott   | 4      | Tommy Milton W   | 5       | Fred Comer           |
| 5    | 3       | Bennett Hill    | 15     | W. E. Shattuc R  | 24      | Earl Devore R        |
| 6    | 23      | Wade Morton     | 29     | Herbert Jones R  | 8       | Ralph DePalma W      |
| 7    | 19      | Ira Vail        | 14     | Bob McDonogh     | 7       | Melville Jones R (*) |
| 8    | 9       | Phil Shafer R   |        |                  |         |                      |

 W  Vincitore di un'edizione passata della 500 Miglia di Indianapolis (Winner)
 R  Debuttante alla 500 Miglia di Indianapolis (Rookie)
* = Qualifica effettuata da Harold J. Skelly

## Gara

### Resoconto
DePaolo prese il comando fin dall'inizio, seguito da vicino da Earl Cooper. Phil Shafer guidò brevemente la corsa, ma DePaolo tornò in testa entro metà gara. Al 106° giro, DePaolo rientrò ai box per cedere temporaneamente la guida a Norman Batten, mentre si faceva medicare le mani insanguinate e piene di vesciche. Dave Lewis prese quindi il comando della gara al volante di una Miller a trazione anteriore. Grazie alla buona aderenza garantita dalle ruote anteriori in curva, Lewis iniziò ad aumentare il vantaggio.
Batten rientrò ai box poco dopo, permettendo a DePaolo di tornare in pista e di lanciarsi all’inseguimento di Lewis. Intorno alle 400 miglia, Lewis cominciò a rallentare, esausto per la fatica accumulata nel correre sui mattoni del tracciato. La sua squadra lo richiamò ai box, ma egli oltrepassò la propria piazzola e fu costretto a compiere un ulteriore giro. Quando finalmente si fermò, i meccanici lo aiutarono a uscire dall’abitacolo e Bennett Hill prese il suo posto, ormai distanziato di un giro e mezzo da DePaolo a causa dell’errore al rientro e della sosta prolungata.
Hill si lanciò all’inseguimento di DePaolo, riuscendo a sdoppiarsi a circa 25 giri dalla fine e guadagnando diversi secondi a ogni tornata. Tuttavia, DePaolo tagliò il traguardo con un tempo record inferiore alle cinque ore, superando dunque la media delle 100 mph, con un margine di 57 secondi su Hill.

### Risultati
I risultati della gara sono i seguenti:
| Pos | N° | Pilota                                                                                        | Scuderia                | Telaio     | Motore      | Giri | Griglia |
| --- | -- | --------------------------------------------------------------------------------------------- | ----------------------- | ---------- | ----------- | ---- | ------- |
| 1   | 12 | Peter DePaolo (Norman Batten giri 106-127)                                                    | Duesenberg Brothers     | Duesenberg | Duesenberg  | 200  | 2       |
| 2   | 1  | Dave Lewis (Bennett Hill giri 174-200)                                                        | R. Cliff Durant         | Miller     | Miller      | 200  | 5       |
| 3   | 9  | Phil Shafer R (Wade Morton giri 160-200)                                                      | Duesenberg Brothers     | Duesenberg | Duesenberg  | 200  | 22      |
| 4   | 6  | Harry Hartz                                                                                   | Harry Hartz             | Miller     | Miller      | 200  | 3       |
| 5   | 4  | Tommy Milton W                                                                                | Tommy Milton            | Miller     | Miller      | 200  | 11      |
| 6   | 28 | Leon Duray (Fred Comer giri 105-155)                                                          | Harry Hartz             | Miller     | Miller      | 200  | 1       |
| 7   | 8  | Ralph DePalma W (L. L. Corum giri 106-145)                                                    | Ralph DePalma           | Miller     | Miller      | 200  | 18      |
| 8   | 38 | Pete Kreis R (Norman Batten giri 136-200)                                                     | Duesenberg Brothers     | Duesenberg | Duesenberg  | 200  | 9       |
| 9   | 15 | W. E. Shattuc R                                                                               | Dr. W. E. Shattuc, M.D. | Miller     | Miller      | 200  | 14      |
| 10  | 22 | Pietro Bordino R (Antoine Mourre giri 74-179)                                                 | Pietro Bordino          | Fiat       | Fiat        | 200  | 8       |
| 11  | 5  | Fred Comer (Ira Vail giri 86-132)                                                             | Harry Hartz             | Miller     | Miller      | 200  | 12      |
| 12  | 27 | Frank Elliott (Ora Haibe giri 81-130)                                                         | Richard G. Doyle        | Miller     | Miller      | 200  | 10      |
| 13  | 24 | Earl Devore R (Glenn Shultz giri 92-115) (L. L. Corum giri 170-198)                           | Bancroft & Pope         | Miller     | Miller      | 198  | 15      |
| 14  | 14 | Bob McDonogh (Bennett Hill giri 129-140)                                                      | Tommy Milton            | Miller     | Miller      | 188  | 20      |
| 15  | 23 | Wade Morton (Jimmy Gleason giri 110-156)                                                      | Duesenberg Brothers     | Duesenberg | Duesenberg  | 156  | 16      |
| 16  | 17 | Ralph Hepburn R                                                                               | Earl Cooper             | Miller     | Miller      | 144  | 6       |
| 17  | 2  | Earl Cooper                                                                                   | R. Cliff Durant         | Miller     | Miller      | 127  | 4       |
| 18  | 3  | Bennett Hill (Jules Ellingboe giri 30-52) (Ray Cariens giri 57-68) (Jerry Wunderlich giri 69) | Miller                  | Miller     | Miller      | 69   | 13      |
| 19  | 29 | Herbert Jones R (Alfred Moss giri 13-58) (Alfred Moss giri 66-68)                             | Herbert Jones           | Miller     | Miller      | 69   | 17      |
| 20  | 19 | Ira Vail                                                                                      | R. J. Johnson           | Miller     | Miller      | 63   | 19      |
| 21  | 7  | Melville Jones R (Fred Harder giri 11-13)                                                     | H. J. Skelly            | Ford T     | Fronty-Ford | 33   | 21      |
| 22  | 10 | Jules Ellingboe                                                                               | Jerry Wunderlich        | Miller     | Miller      | 24   | 7       |

Note: Fra parentesi i piloti di riserva che hanno preso parte a dei giri della corsa
 W  Vincitore di un'edizione passata della 500 Miglia di Indianapolis (Winner)
 R  Debuttante alla 500 Miglia di Indianapolis (Rookie)

### Statistiche
| Leader di gara | Leader di gara |
| Giri           | Pilota         |
| -------------- | -------------- |
| 1-54           | Pete DePaolo   |
| 55-67          | Phil Shafer    |
| 68-85          | Pete DePaolo   |
| 86-88          | Harry Hartz    |
| 89-104         | Pete DePaolo   |
| 105-107        | Dave Lewis     |
| 108-122        | Ralph Hepburn  |
| 123-126        | Earl Cooper    |
| 127-173        | Dave Lewis     |
| 174-200        | Pete DePaolo   |

| Giri condotti in testa | Giri condotti in testa |
| Pilota                 | Giri                   |
| ---------------------- | ---------------------- |
| Pete DePaolo           | 115                    |
| Dave Lewis             | 50                     |
| Ralph Hepburn          | 15                     |
| Phil Shafer            | 13                     |
| Earl Cooper            | 4                      |
| Harry Hartz            | 3                      |